# Elisabeth Charlotte Amélie Hainchelin
Elisabeth Charlotte Amélie Hainchelin, auch Lisette Hainchelin, verheiratete Lisette Klaatsch (* 9. März 1765 in Berlin; † 29. September 1815 in Berlin) war eine deutsche Malerin und Schülerin des Malers Chodowiecki, praktizierte als Dilettantin, also als Liebhaberin der Kunst ohne schulmäßige Ausbildung und nicht berufsmäßig, und beteiligte sich an mehreren Kunstausstellungen. Sie war mit Johann Gottlieb Klaatsch (1754–1834), dem kgl. Preuß. Geheimen Kriegsrat und General-Rendant bei der Akzise-Verwaltung, später Geheimer Oberfinanzrat, verheiratet.

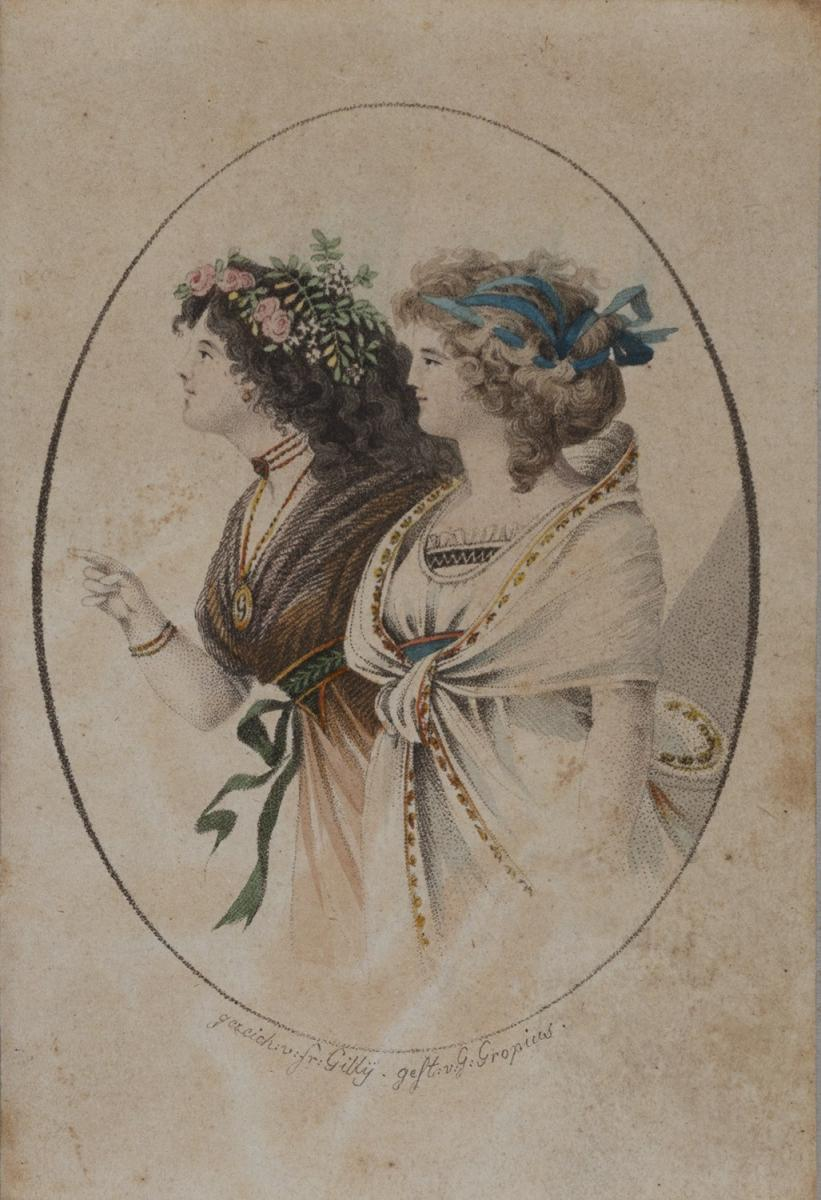
Doppelbildnis der Schwestern Manon Hainchelin und Nanette Hainchelin, jüngere Schwestern von Lisette Klaatsch, Kupferstich von Georg Gropius nach Zeichnung von Friedrich Gilly

## Leben

### Abstammung
Elisabeth Charlotte Amélie Hainchelin wurde geboren als Tochter des preußischen Finanzrates Pierre Jérémie Hainchelin (1727–1787) und seiner Ehefrau Hedwig Charlotte Kühn (1739–1817), der Tochter des preußischen Konsuls und Kommerzienrats in St. Petersburg Kriegsrat Ulrich Kühn (1693–1757). Der Großvater ihres Vaters, Claude Hainchelin (1643–1714), war nach Aufhebung des Edicts von Nantes wegen der Verfolgung der Hugenotten in Frankreich im Jahre 1685 als einer der ersten Hugenotten nach Berlin ausgewandert. Auch die Familie der Großmutter Rachel geb. Jassoy (1689–1761) war ebenfalls aus Frankreich ausgewandert. Die Familie gehörte der Französischen Kolonie in Berlin an.
Verwandtschaftliche Beziehungen bestanden auch zu Nikolaus von Béguelin, dem Erzieher des preußischen Thronfolgers und späteren Königs Friedrich Wilhelm II sowie Direktor der Philosophischen Klasse der Königlich-Preußischen Akademie der Wissenschaften in Berlin. Dieser hatte 1761 Marie-Catharine Pelloutier (1733–1794) geheiratet, die Tochter des Kaufmanns Jean-Barthélémy Pelloutier und seiner Ehefrau Charlotte Jassoy (1700–1773), die Tochter des Juweliers Pierre Jassoy (1658–1714). Charlotte Jassoy war also die Schwester von Rachel Jassoy, der Mutter von Hainchelin.

### Geschwister
Aus der Ehe Hainchelin/Kühn sind neben Elisabeth Charlotte Amélie Hainchelin folgende Kinder hervorgegangen:
- Anna Henriette „Nanette“ Hainchelin (gest. 1807[2]) heiratete den Kriegsrat beim Finanzministerium Ludwig Gentz (1768–1827[3]), jüngerer Bruder des Architekten und preußischen Baubeamten Heinrich Gentz (1766–1811) und des Publizisten und Politikers Friedrich (von) Gentz (1764–1832). Alle drei sind Söhne des Berliner Generalmünzdirektors Johann Friedrich Gentz aus Breslau.
- Johann George Hainchelin (1770–1791), besuchte ab 1781 das Joachimsthalsches Gymnasium in Berlin und war später als Geh. Sekretär tätig. Er starb früh.
- Marie Ulrike Hainchelin (1771– 1849[4]) heiratete 1799 den Baumeister in Preußen Friedrich David Gilly (1772–1800) und nach dessen Tod 1804 dessen Jugendfreund, den Altertumsforscher und Dramatiker Konrad Levezow (1770–1835).
- Carl Heinrich Hainchelin (1773–1842) war preußischer Geheimer expedierender Sekretär im preußischen Fabriken-Departement und Kriegsrat in mehreren Ministerien in Berlin.

### Ehe und Abkömmlinge
Elisabeth Charlotte Amélie Hainchelin heiratete 1792 den Geheimen Kriegsrat und General-Rendant bei der Akzise-Verwaltung, später Geheimer Oberfinanzrat in Berlin Johann Gottlieb Klaatsch (1754–1834)
Aus dieser Ehe ist der Historiker und preußische Geheime Archivrat Friedrich Eduard Klaatsch (1796–1864) hervorgegangen.

### Jugend und Ausbildung
Über ihre Jugend und Ausbildung ist wenig bekannt. Sie kam aber schon früh mit bedeutenden Personen in Kontakt. Nach dem Tod ihres Vaters (1787) lebte sie abwechselnd in Berlin und auf dem Lande bei einer Tante, bis sie ihren Ehemann Klaatsch im Jahre 1792 heiratete.
Seit Frühjahr 1784 wurde sie von dem populären Kupferstecher, Grafiker und Illustrator Daniel Nikolaus Chodowiecki (1726–1801), Mitglied der Königlich-Preußischen Akademie der Künste in Berlin im Zeichnen und in der Pastellmalerei unterrichtet. Er war sehr von ihr angetan und schrieb am 27. Dezember 1784 an den wohl bedeutendsten Porträtmaler seiner Epoche Anton Graff, mit dem ihn eine enge und herzliche Freundschaft verband: „Die Tochter des Geh. R. Hainchelin, ein liebenswürdiges Mädgen das offt zu mir kommt und sich im Pastellmahlen mit meiner Tochter bey mir übt, hatt erstem in Pastell kopiert und ihrem Oncle dem Professor Beguelin geschenckt, welches ihm viel Freude gemacht hatt.“
Ein guter Eindruck von den Schülerinnen ergibt sich aus der Zeichnung von Chodowiecki mit dem Titel „Die disputierenden Schönen“, zu dem Wolfgang von Oettingen bemerkt: „Um die Jahre 1780–1790 verkehrten mit Chodowiecki, zum Teil wohl angezogen durch die erwachsenen Töchter, zum Teil auch gewiß um des etwa sechzigjährigen Herren selbst willen, der trotz manchen Kummers von kräftiger Jovialität und neckischer Heiterkeit war, eine ganze Anzahl hübscher junger Mädchen. Da kam die uns schon bekannte Demoiselle Haase, da waren das Fräulein von Beguelin, das er in der ‚Cavalcata infortunata‘, einer verunglückten Reitpartie, verewigte, und die Tochter des Geheimen Finanzrates Hainchelin, seine Schülerin“.
Am 6. Januar 1785 schrieb er an die Gräfin Christiane von Solms-Laubach (1754–1815), die ebenfalls Pastellmalerin war und von ihm mehrfach ausgestellt wurde, nachdem er von Hainchelin abends „aus dem Gedanken“ ein Pastell ein Bild gemalt hatte: „Des Morgens, ein jeder der in meine Stube kam, gross und klein — ‚Ah! voila Mlle Hainchelin.‘ Mlle Hainchelin kam — ‚Ah! comment m'avés vous donc peint?‘ Und wer es sieht erkennts. Wass mich selbst wundert, ist dass ich keine Tinte nicht verfehlt hatte, welches bey Licht beynahe unvermeidich ist. Herzlich freute sich das liebe Mädchen, als ein paar Tage nachher es dieses Bild incadriert neben dem Bild meiner lieben Gräfinn hängen sah. So kann man mit dieser edlen Kunst sich und andern Freude machen!“
Ebenfalls an die Gräfin Christiane von Solms-Laubach schrieb er am 4. Oktober 1785, dass Dlle Hainchelin seine selige Frau kopiert habe.
Einige Zeit später schrieb er an die Gräfin: „Aber lachen Sie nicht meine edle Freundinn, dass ich auf meine alten Tage noch Pastell mahle, es geschieht sehr selten; ich habe auch keine Farben mehr, ich stehle sie einer lieben Freundin, die zweymal wöchentlich sich bei mir im Pastellmahlen übt. Es ist die Hainchelin, ein gutes, theilnehmendes Geschöpf“.
Mit Hinweis auf den Leipziger Aufenthalt der Gräfin schreibt Chodowiecki am 13. Dezember 1785 an sie u. a, dass die Dlle Hainchelin – allerdings nur in Pastell – so eifrig arbeite, als ihre reichen Eltern, die die Kunst als „bagatelle“ behandeln, es erlauben. „Mit Oehl“, meint er, „wollen sich die Mädchen nicht abgeben, das ist ihnen zu umständlich.“
Schließlich beklagt Chodowiecki die Abgeschlossenheit der Gräfin und wünschte, er könnte sie so unterrichten wie eine Pastellschülerin von ihm und Dlle Hainchelin, die seit einem Jahr wöchentlich ein paar Mal nachmittags bei ihm historische Sachen und Köpfe kopiere.
1787 fertigt Chodowiecki ein Pastell nach einer Zeichnung seiner Lieblingsschülerin, „wie sie im Graben gefallen ist, ihre Cousine de Beguelin sie heraushelfen will, und meines Bruders Tochter herbeyeilt und das Liebe Mädchen, das in meine Malhlstube mahlt, nach Hilfe ruft.“
Am 28. November 1792 berichtet Chodowiecki der Gräfin Neuigkeiten aus der Berliner Malergemeinde: „Madlle Tassaert die sehr gute PastellMahlerinn ist mit einem Assessor der französischen Colonnie Gerichte Mr Robert verheyratet. Mlle Hainchelin die nicht so gut mahlt heyratet einen Kriegsrath Kaatsch. Der Portraitmahler Franke ist gestorben.“

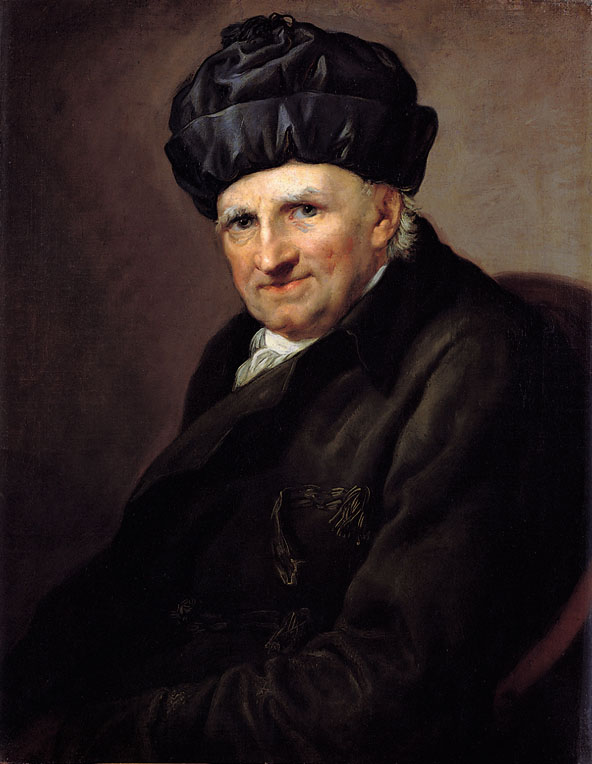
Anton Graff: Johann Joachim Spalding im Hausrock, 1800

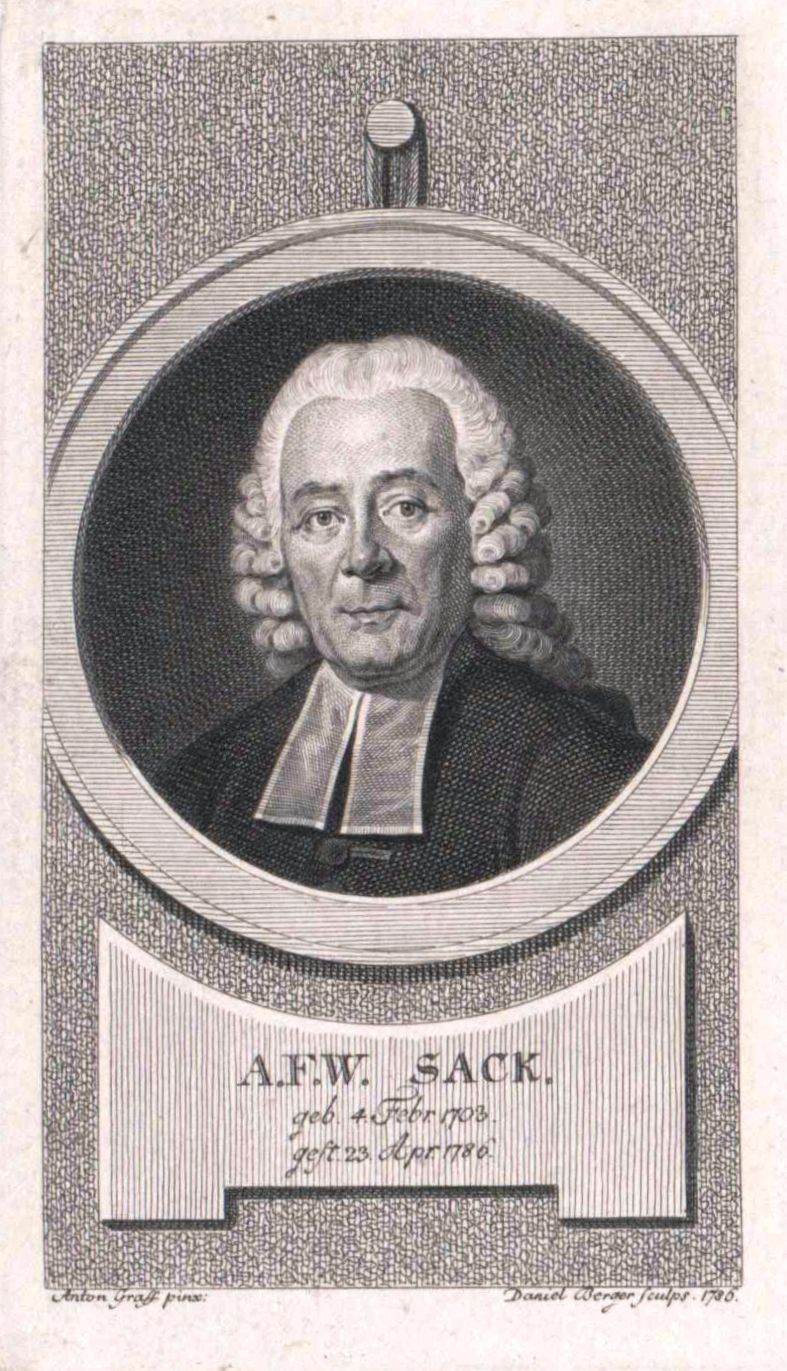
August Friedrich Sack, Kupferstich von Daniel Berger nach einem Gemälde von Anton Graff

## Werke
Die 1. Kunstausstellung der Preußischen Akademie der Künste in Berlin im Jahr 1786 – die erste öffentliche Kunstausstellung in Preußen überhaupt – markierte nach Jahren der Stagnation unter Friedrich Wilhelm I. und Friedrich II. den erneuten Aufschwung unter Friedrich Wilhelm II. Im Zeitalter der Aufklärung wurde die Berliner Akademie zu einem öffentlichen Forum für Kunst- und Kulturdiskussionen und zugleich ein Instrument der Modernisierung Preußens. An dieser Ausstellung nahm Hainchelin mit folgenden Werken teil:

### Ausstellung 1786
- Marienbild
- Heilige Elisabeth nach dem holländischen Maler Jacob de Wit (1695–1754)
- Brustbild von Anton Graff (1736–1813) nach dessen Selbstbildnis[20]

### Ausstellung 1787
In dieser Ausstellung stellte Daniel Chodowiecki auch das Pastellbild „Ein Mahlzimmer“ aus. In diesem Pastellbild, auch genannt „Die Malstube“, wird gezeigt, wie Hainchelin in seinem Atelier „vor der Stafeley sitzt und ein hübsches 15 jähriges Mädchen Mahlt“.
Von Hainchelin wurden folgende Pastellbilder gezeigt:
- 5 Bildnisse nach dem Leben gemahlt (Portraits von Familienangehörigen), Nr. 247–251,
- Ein Bildnis nach Joseph Friedrich August Darbes (1747–1810), Schüler von Chodowiecki, Nr. 252.
- „Kopf eines alten Mannes“ nach Antoine Pesne (1683–1757), Hofmaler in Preußen und seit 1722 Direktor der Berliner Kunstakademie, Nr. 253.
- Der Abt Winkelmann, Kopie eines Bildes von Angelika Kauffmann (1741–1807) (bekannte schweizerisch-österreichischen Malerin des Klassizismus), Nr. 254a.
- Selbstbildnis.

### Ausstellung 1788
Im Katalog wird Hainchelin auf S. 320 beschrieben: „Es zeichnen sich aber unter diesen sogenannten Dilettanten besonders aus: Demois. Hainchelin, von welcher hier einige Copien nach berühmten Meistern, in Pastell, hingen, die ihr Ehre machten; als, das Bildnis des Oberconsistorialraths Spalding, und des verstorbenen Hofpredigers Sack, beyde nach Graff; ferner, das Bildniß des Kupferstechers von Schuppen, nach Largilliere, .... “.
Ein Bericht über die Ausstellung ist abgedruckt im Journal von und für Deutschland.
- Bildnis des Johann Joachim Spalding (1714–1804), Konsistorialrat, protestantischer Theologe, nach Graff., Nr. 221
- Bildnis des verst. Hrn. Hofpredigers August Friedrich Sack (1703–1786), nach Graff, Nr. 222.
- Bildnis der Kupferstecherin Demoiselle Baumann in Dresden nach Graff, Nr. 223.
- Bildnis des Kupferstechers Peter van Schuppen,[24] nach Nicolas de Largillière (1656–1746)[25], Nr. 224.

Gemälde von Heinrich von Béguelin

### Ausstellung 1789
- Das Bildnis des Geheimrath Jordan, in Pastell gemahlt nach Pesne, Nr. 185.
- Zwei Bildnisse unter der vorhergehenden Nummer.

### Ausstellung 1791
- Genre „Besuch bei der Großmama“

### Weitere Werke
- Katharina Josepha BAUMANN, nach Graff
- Jeanne-Marie CHODOWIECKA (1728–1785), nach Graff

- Bildnis des Professors von Béguelin[26]

Pastellgemälde des Carl Heinrich Hainchelin

Pastellgemälde der Anna Christiane (Nanni) Hainchelin geb. Leidemit

- Bildnis des Bruders Carl Heinrich Hainchelin[27]
- Bildnis der Schwägerin Nanni Hainchelin geb. Leidemit[27]